# O Palmeira

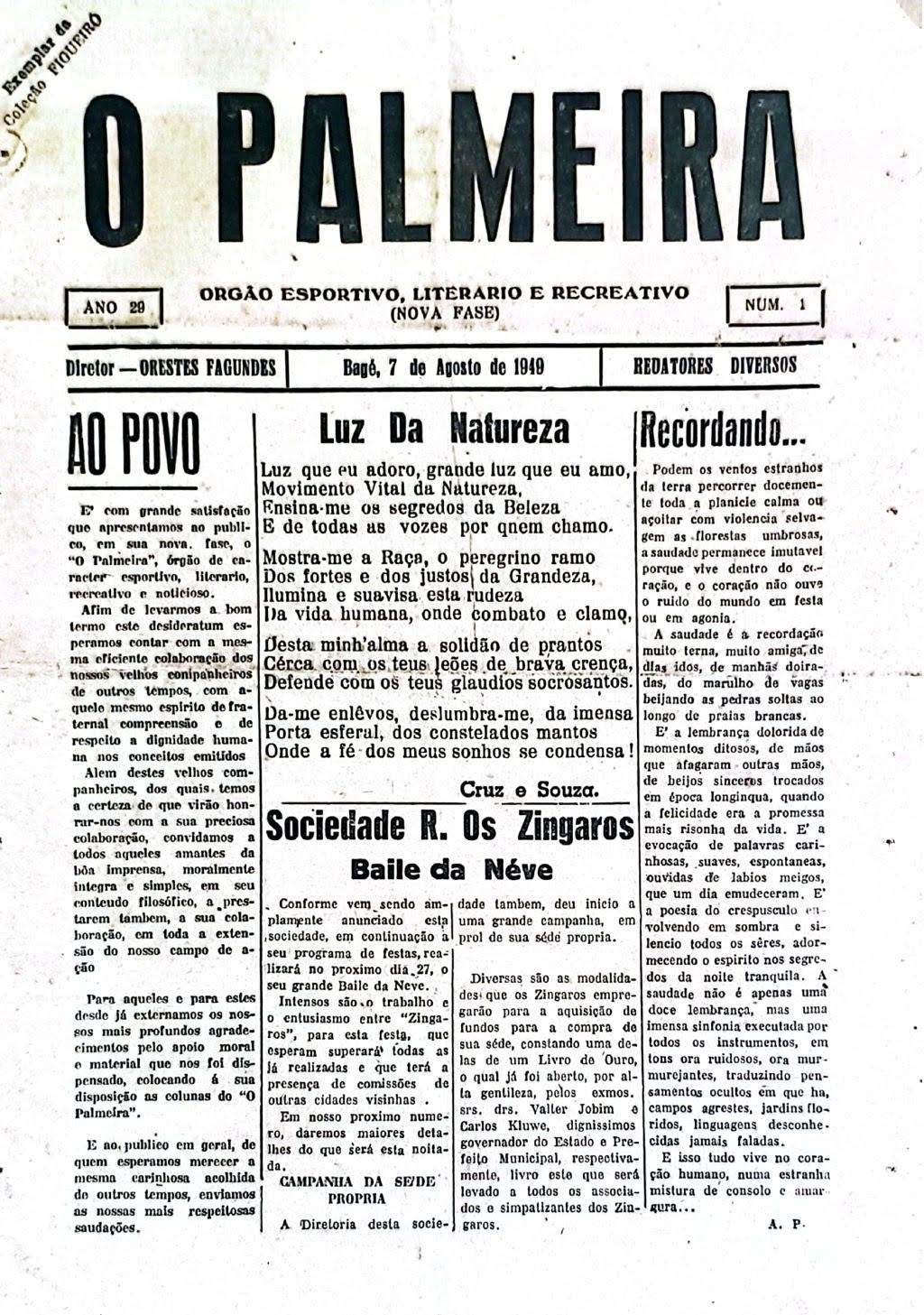
O Palmeira, Ano 29, Núm. 1, folha de capa

O Palmeira foi um jornal de imprensa negra surgido na cidade de Bagé, região da campanha, no centro-sul do estado do Rio Grande do Sul. Foi fundado por Delfino Menezes (1887-1962) em 1º (primeiro) de janeiro 1920, com publicações até meados da década de 1950, tornando ele o mais longevo periódico de imprensa negra da cidade. O jornal teve sua origem como um órgão acessório da associação futebolística Sport Clube Palmeira e do Grêmio Dramático Palmeira, ambas entidades recreativas e culturais criadas exclusivamente para a população negra de Bagé.

## Contexto histórico
A construção do jornal O Palmeira acontece no período de pós-abolição da escravatura no Brasil. A cidade de Bagé figurava como uma das mais importantes econômica e politicamente no interior do estado do Rio Grande do Sul. A segregação racial é um fator importante para entender os clubes e associações negras no período, porque estas surgem em resposta a proibição de pessoas negras em clubes, cafés, sorveterias, comércios e até no centro da cidade, como na Rua Sete de Setembro, sede do principal centro comercial de Bagé.
Nesse profusão de fundações de espaços próprios para as comunidades negras de Bagé, surgem o Sport Club Palmeira, o Clube Zíngaros, o Grêmio Dramático Palmeira, além de outros 12 periódicos de imprensa de Bagé como O Rio Branco (1913), A Liberdade (1920), A Defeza (1920), O Rouxinol (1924), A Revolta (1925), O Teimoso (1928), O Boato (1929), Lampeão (1934), Socega Leão (1937; 1939) e O 28 de Setembro (1937, 1938, 1939). Entre todos, o Jornal O Palmeira figura como o mais longevo, com forte presença nos anos de 1920, 1922, 1949 e 1952.

## Fundação
O Palmeira surge no dia 1° (primeiro) de Janeiro do ano de 1920, como um exemplo de imprensa negra no Brasil em um contexto de uma sociedade bageense historicamente racializada no período pós-abolição. O jornal teve sua origem como um órgão acessório da associação futebolística Sport Clube Palmeira, bem como do Grêmio Dramático Palmeira, ambas entidades recreativas e culturais criadas exclusivamente para a população negra de Bagé.
O periódico em questão mesclava nas suas edições questões referentes à cena futebolística, à anúncios de eventos que ocorreriam na cidade e, posterior à eles, um balanço dos seus acontecimentos. Também eram comentadas as desavenças e farpas dos membros pertencentes aos clubes de Bagé, além de reivindicações cruciais para a melhoria das condições de vida do povo negro no pós-abolição. A história do jornal O Palmeira pode ser periodizada em três fases: a primeira, que seria sua origem em 1920 com o fundador Delfino Menezes; a segunda, correspondente a direção de Alcides Almeida, em 1927, e a terceira, após a década de 1940, onde há uma virada maior do Jornal para reportar as ações do Clube Zíngaros.

### Fundador
Delfino Menezes (1887-1962), nascido em Bagé, é uma figura importante para as práticas de associativismo negro. Ele funda o Sport Club Palmeira em 1913, em 1920 funda o jornal O Palmeira e é creditado como diretor do Clube Carnavalesco Ideal e, em 1937, integra o Grêmio Dramático José do Patrocínio e participa da fundação do jornal O 28 de Setembro, todas iniciativas realizadas na cidade de Bagé.

## Sport Club Palmeira

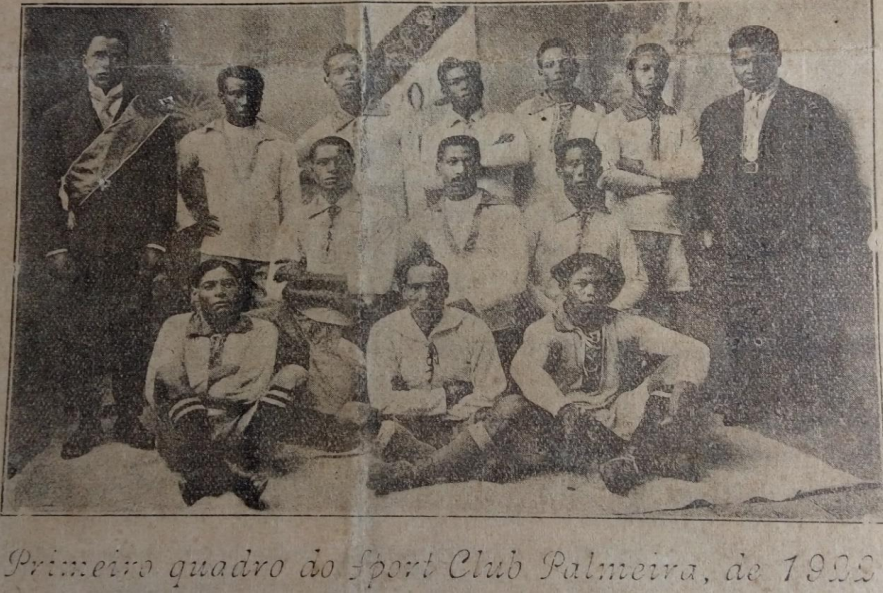
Primeiro quadro do Sport Club Palmeira. (O Palmeira, 1922, p. 1)

Na esteira da criação de clubes de futebol que disputassem ligas exclusivamente formadas por homens negros, o Sport Club Palmeira iniciou sua trajetória jogando a Liga 13 de Maio de Futebol, em Bagé. Outros exemplos de competições nas quais times formados por negros praticavam o esporte bretão em terras gaúchas eram a Liga dos Canelas Pretas, em Porto Alegre, da qual vários quadros futebolísticos viriam a surgir para entrar na história do Sport Club Internacional, como Dirceu Alves, conhecido como primeiro jogador negro - ou mestiço - a performar nos clubes da Capital gaúcha.
No entanto, o Palmeira ainda permaneceria relegado a uma característica marginalizada, longe tanto dos certames que iniciariam a profissionalização do futebol no Rio Grande do Sul, quanto, inclusive, dos amadores. Mesmo somando sucessos em Bagé, frente a outros clubes formados por negros, não há registros da possibilidade de profissionalização do clube, permanecendo ele “escanteado” às partidas amistosas contra times de outras cidades.

## Clube Palmeira
Agora partindo do Carnaval, nascido na década de 1940, do bloco dissidente “Garotos da Batucada”, o Clube Palmeira simbolizou, além da recreação, um símbolo de luta na cidade de Bagé. A liderança desse grupo era Evilásio Pereira, conhecido como “general do ritmo”.

A agremiação conquistou diversos concursos do carnaval bageense, bem como promoveu visibilidade aos negros da cidade, com destaque à organização, performance e valorização da cultura negra do Rio Grande do Sul.
Principalmente a partir dos anos finais da década de 1940, ganhou fôlego a organização de negros e negras em torno dos Clubes Sociais, principalmente através da realização de bailes temáticos, saraus, quermesses e também a realização de bailes de carnaval em suas sedes sociais. Clubes como a Sociedade Recreativa Palmeiras e a Sociedade Recreativa Os Zíngaros vão ser os responsáveis por proporcionar lazer, descontração e também lutas políticas à comunidade negra de Bagé.

## Os Zíngaros
Os Zíngaros foi inicialmente um bloco carnavalesco organizado por um grupo de 11 homens trabalhadores de Bagé, no ano de 1936. Posterior ao carnaval, eles decidiram manter as atividades sociais durante todo o ano, reconhecendo a importância de um espaço de socialização para a população negra na cidade, indivíduos e suas famílias. Em 1944, passa a se reconhecer oficialmente enquanto uma sociedade recreativa, época na qual suas atividades começam a ser cobertas pelo jornal O Palmeira.